# Bella Bella (singel)
Bella Bella – singel szwajcarskiego piosenkarza Luki Hänniego. Został wydany 6 września 2019 roku przez Muve Recordings. Utwór napisał sam Hänni wraz z Frazerem Mac, Jonem i Lukasem Hällgrenem, Laurell Barker i Pele Loriano.

## Teledysk
Teledysk do utworu „Bella Bella” został po raz pierwszy wydany na platformie YouTube 12 września 2019 roku. 

## Lista utworów
1. „Bella Bella” – 2:56

## Notowania na listach przebojów
| Kraj       | Lista (2019)        | Najwyższa pozycja |
| ---------- | ------------------- | ----------------- |
| Szwajcaria | Schweizer Hitparade | 45                |